# Birth of the Cool
| 전문가 평가                       | 전문가 평가 |
| 평가 점수                         | 평가 점수   |
| 출처                              | 점수        |
| --------------------------------- | ----------- |
| AllMusic                          | [ 3 ]       |
| The Encyclopedia of Popular Music | [ 4 ]       |
| The Great Rock Discography        | 9/10        |
| MusicHound Jazz                   | 5/5         |
| The Penguin Guide to Jazz         | [ 4 ]       |
| Q                                 | [ 5 ]       |
| The Rolling Stone Album Guide     | [ 4 ]       |
| Tom Hull – on the Web             | B           |

《Birth of the Cool》은 1957년 2월 또는 3월에 캐피틀 레코드에서 발매된 미국의 재즈 음악가 마일스 데이비스의 컴필레이션 음반이다. 1949년과 1950년 동안 세 번의 세션 동안 데이비스의 노넷이 레이블을 위해 녹음한 11개의 트랙을 편집한다.
특이한 연주법과 몇몇 주목할 만한 음악가들을 특징으로 하는 이 음악은 다성음악과 같은 클래식 음악 기법에 영향을 받은 혁신적인 편곡으로 구성되었고, 포스트 비밥 재즈에서 주요한 발전을 이루었다. 제목에서 알 수 있듯이, 이 음반들은 쿨 재즈의 역사에서 중요한 것으로 여겨진다. 이들 대부분은 오리지널 10인치 78rpm 포맷으로 발매되었으며 모두 약 3분이다.

## 배경

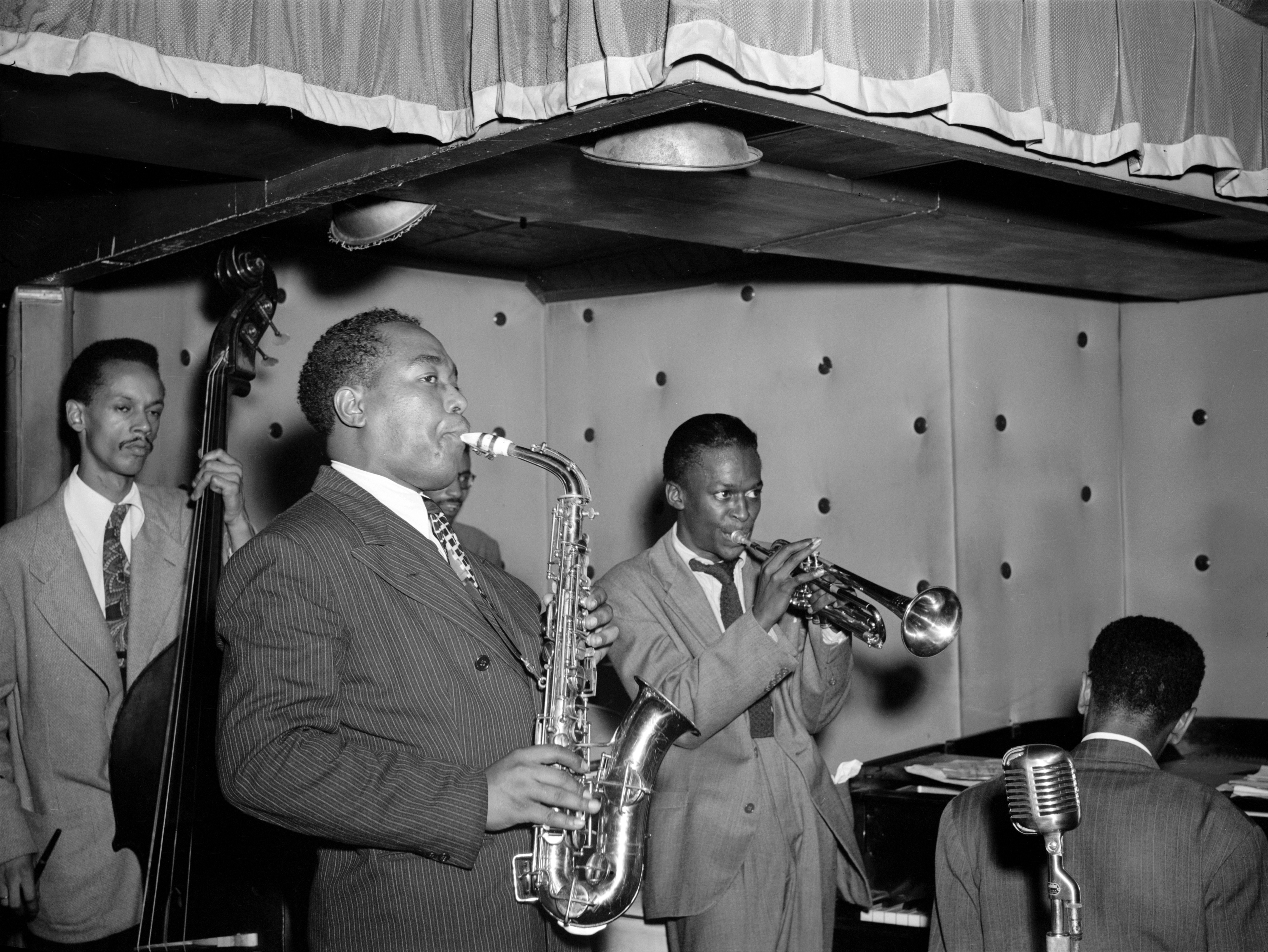
1947년 찰리 파커의 퀸텟에서 연주한 데이비스 (오른쪽 센터)

1944년부터 1948년까지 마일스 데이비스는 찰리 파커의 퀸텟에서 연주했다. 데이비스는 이 기간 동안 파커와 함께 사보이와 다이얼 레이블을 위한 파커 세션을 포함한 여러 음반의 가치가 있는 자료를 녹음했다. 데이비스의 첫 음반은 1947년 파커의 밴드와 함께 녹음되었으며 파커의 일반적인 녹음 방식보다 더 편곡되고 리허설되었다. 1948년까지 데이비스는 3년 동안 그의 밑에서 비밥을 연주했지만, 그는 그의 악기의 중간 범위에서 연주하는 것을 선택하면서 디지 길레스피와 파커와 같은 종류의 속도와 범위를 맞추기 위해 고군분투했다. 1948년 데이비스는 파커 퀸텟 내에서 긴장이 고조되는 것에 대해 점점 더 걱정하게 되었고 그룹을 떠나 함께 일할 새로운 밴드를 찾기 시작했다.
동시에, 편곡자 길 에번스는 52번가의 재즈 나이트클럽에서 세 블록 떨어진 맨해튼 55번가에 위치한 그의 작은 지하 아파트에서 같은 생각을 가진, 전향적인 음악가들의 모임을 주최하기 시작했다. 에반스는 1940년대 중반 클로드 손힐 오케스트라를 위해 비밥 곡조를 조율한 것으로 재즈계에서 명성을 얻었다. 출입문 개방 정책을 고수하면서, 에번스의 아파트는 1940년대 후반 뉴욕의 젊은 재즈 아티스트들을 많이 수용하게 되었다. 참석자들은 새로운 사운드를 지닌 그룹을 포함해 재즈의 미래에 대해 논의했다. 재즈 역사학자 테드 지오아에 따르면:
참석자들은 동시대 음악의 사운드를 변화시킬 다양한 도구들을 개발하고 있었다. 이들은 함께 작업하는 과정에서 유럽 인상주의 작곡가들에게서 차용한 풍부한 화성의 팔레트를 적극 활용했다. 전통적인 빅밴드처럼 서로 대립하는 섹션 구성 대신, 관악기들의 음색을 마치 합창단처럼 조화롭게 섞는 새로운 악기 질감을 탐구했다. 음악의 템포를 낮추었으며, 즉흥연주에서도 보다 서정적인 접근 방식을 취했다...
1948년 9월, 밴드는 스튜디오 녹음에 앞서 뉴욕의 로열 루스트 클럽에서 2주간 공연을 가졌다. 관객 중에는 피트 루골로가 있었으며, 그는 이 밴드를 캐피틀 레코드에 계약시키게 된다. 당시 WMCA 방송용으로 녹음된 이틀간의 공연 실황은 수십 년 후에야 음반으로 발매되었다.

## 녹음
이 노넷은 거의 1년 반 동안 세 번의 세션 동안 캐피틀 레코드를 위해 12개의 트랙을 녹음했다. 데이비스, 리 코니츠, 제리 멀리건, 빌 바버는 연주 라인업이 일정했지만 (몇 곡의 피아노 누락과 〈Darn That Dream〉의 케니 하구드의 추가는 제외) 세 세션 모두에서 연주한 유일한 음악가였다. 첫 번째 세션은 1949년 1월 21일에 열렸는데, 멀리건의 〈Jeru〉와 〈Godchild〉 그리고 존 루이스의 〈Move〉와 〈Budo〉의 네 곡을 녹음했다. 재즈 비평가 리처드 쿡은 좋은 출발을 원한 캐피틀이 노넷의 작은 레퍼토리에서 가장 귀에 잘 띄는 곡들이었기 때문에 이 곡들을 먼저 녹음했다는 가설을 세운다. 그날 카이 윈딩이 트롬본에서 마이크 즈베린을, 알 헤이그가 루이스의 피아노, 조 슐먼이 알 맥키본의 베이스로 대체했다.

## 곡 목록

### 1957년 12인치 LP
| #  | 제목              | 작곡                                       | 재생 시간 |
| -- | ----------------- | ------------------------------------------ | --------- |
| 1. | 〈Move〉          | 덴질 베스트, 존 루이스 (편곡)              | 2:29      |
| 2. | 〈Jeru〉          | 제리 멀리건                                | 3:10      |
| 3. | 〈Moon Dreams〉   | 처미 맥그리거, 조니 머서, 길 에번스 (편곡) | 3:13      |
| 4. | 〈Venus De Milo〉 | 멀리건                                     | 3:10      |
| 5. | 〈Budo〉          | 마일스 데이비스, 버드 파월, 루이스 (편곡)  | 2:31      |
| 6. | 〈Deception〉     | 데이비스, 멀리건 (편곡)                    | 2:46      |

| #  | 제목          | 작곡                       | 재생 시간 |
| -- | ------------- | -------------------------- | --------- |
| 1. | 〈Godchild〉  | 조지 월링턴, 멀리건 (편곡) | 3:08      |
| 2. | 〈Boplicity〉 | 클레오 헨리, 에번스        | 2:58      |
| 3. | 〈Rocker〉    | 멀리건                     | 3:04      |
| 4. | 〈Israel〉    | 조니 카리시                | 2:15      |
| 5. | 〈Rouge〉     | 루이스                     | 3:13      |

### 1989년 CD
| #   | 제목                | 작곡                                       | 재생 시간 |
| --- | ------------------- | ------------------------------------------ | --------- |
| 1.  | 〈Move〉            | 베스트, 루이스 (편곡)                      | 2:32      |
| 2.  | 〈Jeru〉            | 멀리건                                     | 3:10      |
| 3.  | 〈Moon Dreams〉     | 맥그리거, 머서, 에번스 (편곡)              | 3:17      |
| 4.  | 〈Venus de Milo〉   | 멀리건                                     | 3:10      |
| 5.  | 〈Budo〉            | 데이비스, 파월, 루이스 (편곡)              | 2:32      |
| 6.  | 〈Deception〉       | 데이비스, 멀리건 (편곡)                    | 2:45      |
| 7.  | 〈Godchild〉        | 월링턴, 멀리건 (편곡)                      | 3:07      |
| 8.  | 〈Boplicity〉       | 헨리, 에번스 (편곡)                        | 2:59      |
| 9.  | 〈Rocker〉          | 멀리건                                     | 3:03      |
| 10. | 〈Israel〉          | 카리시                                     | 2:15      |
| 11. | 〈Rouge〉           | 루이스                                     | 3:13      |
| 12. | 〈Darn That Dream〉 | 에디 드레인지, 지미 반 휴센, 멀리건 (편곡) | 3:26      |

## 인증
| 국가                        | 인증 | 판매량/출하량 |
| --------------------------- | ---- | ------------- |
| 영국 (BPI) sales since 2001 | 실버 | 60,000^       |
| 미국                        | —    | 280,000       |
| ^출하량을 기반으로 한 인증  |      |               |